# 大西良昌
大西 良昌（おおにし よしまさ）は日本のアニメ製作者。
読売広告社を経て1973年ビックウエストを創業、代表取締役に就任する。

## エピソード
- 代表作はマクロスシリーズであるが、「マクロス」という名は彼が、マクロ（巨大さ）と『マクベス』（壮大な人間ドラマ）を組み合わせ命名したもの。

## 参加作品
- 超時空要塞マクロス 愛・おぼえていますか（1984年）
- 子象物語 地上に降りた天使（1986年）
- 花の魔法使いマリーベル フェニックスのかぎ（1992年）
- マクロス7 銀河がオレを呼んでいる!（1995年）
- マクロス・ジェネレーション（ラジオドラマ,1997年）